# GeeXboX
GeeXboX è un sistema operativo molto compatto (140 MB circa) basato su GNU/Linux e MPlayer.
Integra l'ultima versione di XBMC 11 "Eden".
E ora possibile guardare e registrare programmi TV live. Disponibile come Live CD, rende possibile trasformare praticamente qualsiasi computer in un vero e proprio media center. Ciò può tornare utile a chi vuole adibire vecchi computer a media center o per chi cerca alternative gratuite a Windows XP Media Center Edition. Con la versione attuale, sono supportati una grande varietà di formati, tra i quali:
- MPEG-1, MPEG-2 e MPEG-4 (Video CD, DVD, DivX, Xvid, ...)
- RealMedia e Windows Media Video
- MP3, Ogg/Vorbis, WAV (CD Audio))

È inoltre possibile ascoltare Web radio e Web TV tramite SHOUTcast e guardare la TV analogica e digitale (DVB).
Dopo il bootstrap è possibile rimuovere il supporto per inserirne altri, ad esempio, un DVD. È anche possibile avviare GeeXboX da rete (Preboot Execution Environment o PXE).